# Jean Charles Joachim Davillier
Pour les autres membres de la famille, voir Famille Davillier.
Le baron Jean-Charles Joachim Davillier, né à Montpellier le 3 novembre 1758 et mort à Paris le 18 octobre 1846, est un banquier français.

## Biographie
Fils de Jean Davillier (1712-1762), négociant à Montpellier, et d’Anne Auverny (1729-1806), fille d'un banquier installé à Naples, ce catholique descendant de huguenots qui ont abjuré au XVIIe siècle épouse le 18 août 1792 à Paris la protestante Aimée Françoise Breganty (1771-1821), fille d’un fabricant et marchand de bas de Genève. Ils ont neuf enfants ; les garçons seront élevés dans la religion catholique et les filles dans la protestante.
Jean-Charles Davillier est l’un des fondateurs de la Caisse d'épargne et de prévoyance, dont il devient vice-président (1829). Il est régent de la Banque de France du 17 octobre 1801 à sa mort au 15e fauteuil en remplacement de Georges-Antoine Ricard, puis membre du comité central de la Banque du 19 octobre 1803 au 22 avril 1806 et gouverneur, en remplacement du comte d’Argout, durant quelques mois, du 18 janvier au 6 septembre 1836. 
Baron de l'Empire depuis le 23 août 1810 et commandeur de la Légion d'honneur, il fut appelé, par Louis-Philippe Ier, à la Chambre des pairs le 19 novembre 1831.
En 1841, il est nommé administrateur de la Compagnie nationale d’assurances, la « Nationale ».
Il meurt le 18 octobre 1846 et est enterré au cimetière du Père-Lachaise (40e division).

## Armoiries
| Figure | Blasonnement |
|        | Armes du baron Jean Charles Joachim Davillier et de l'Empire (1810) D'azur à l'orle de huit besants d'or ; au franc-quartier des barons propriétaires. |

### Sources
- « Jean Charles Joachim Davillier », dans Adolphe Robert et Gaston Cougny, Dictionnaire des parlementaires français, Edgar Bourloton, 1889-1891 [détail de l’édition]

## Documentation
Une partie de ses archives, comme collectionneur, est conservée à l'Institut national d'histoire de l'art.